# Dolgovaške Gorice
Dolgovaške Gorice (mađarski: Hosszúfaluhegy) je naselje u slovenskoj Općini Lendavi. Dolgovaške Gorice se nalazi u pokrajini Prekomurju i statističkoj regiji Pomurju. 

## Stanovništvo
Prema popisu stanovništva iz 2002. godine naselje je imalo 277 stanovnika.